# 維洛爾鄉

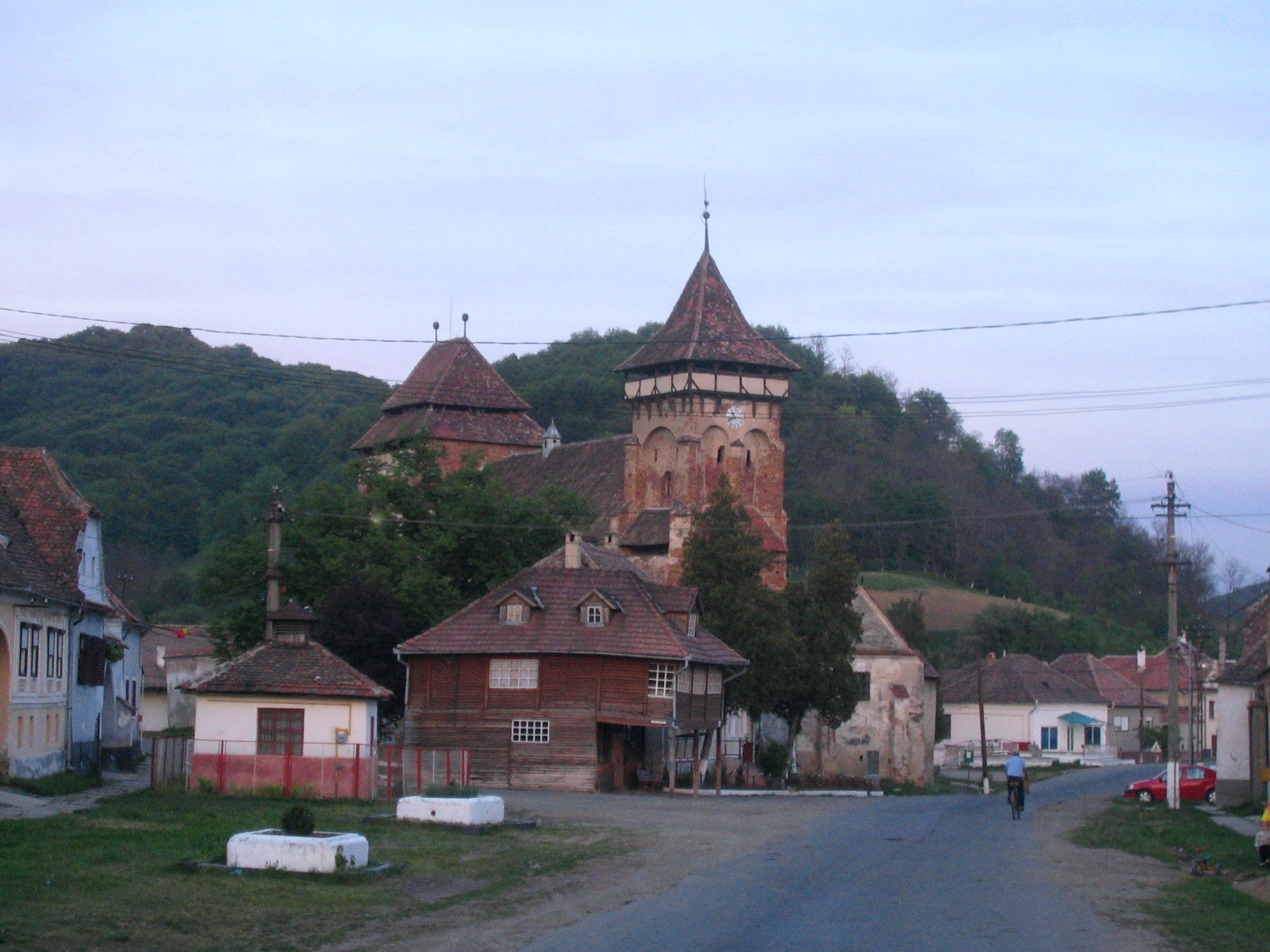

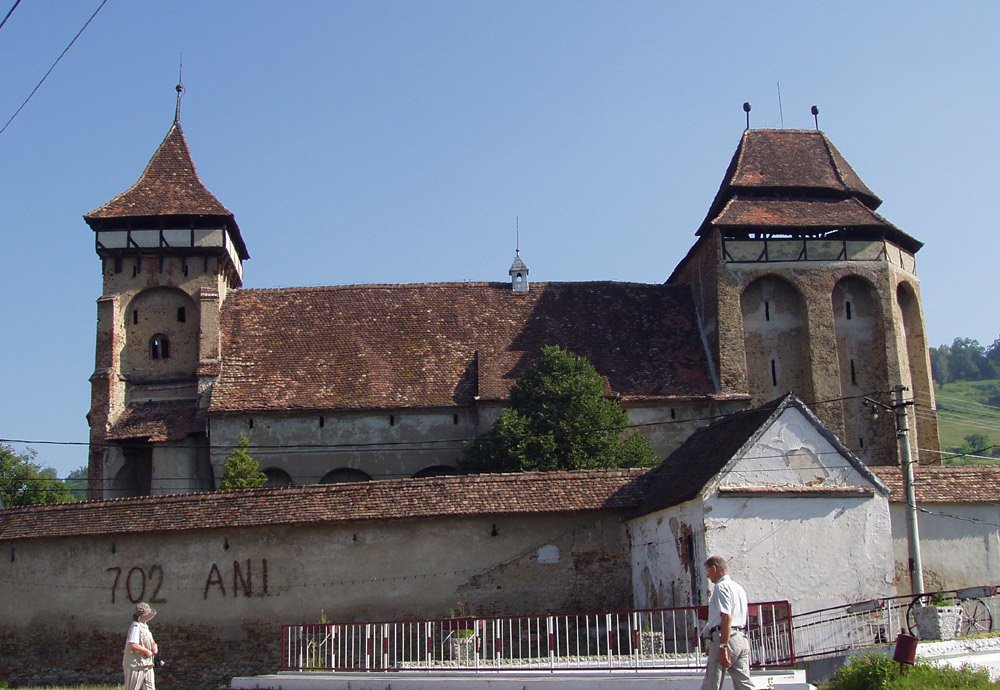

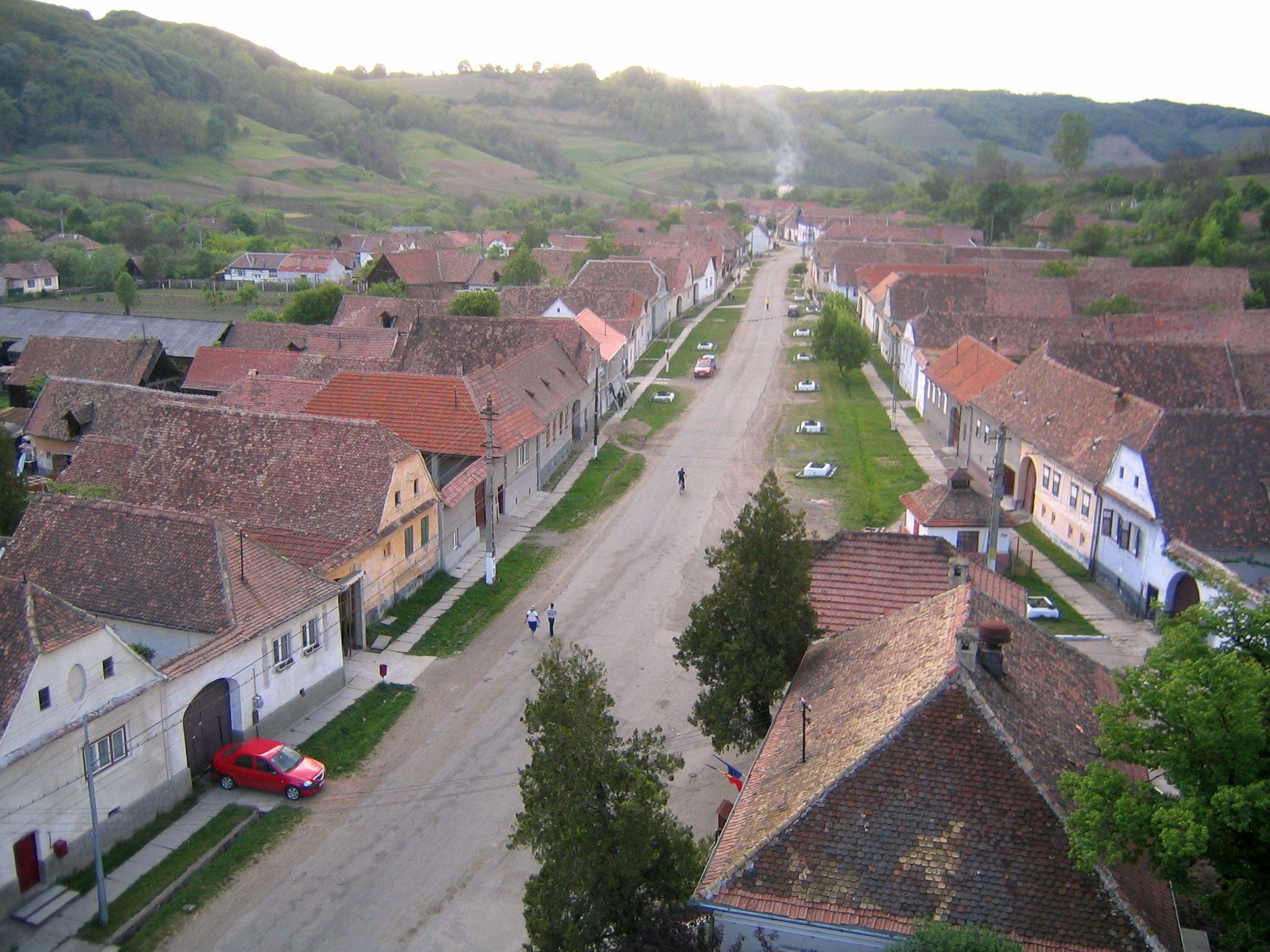

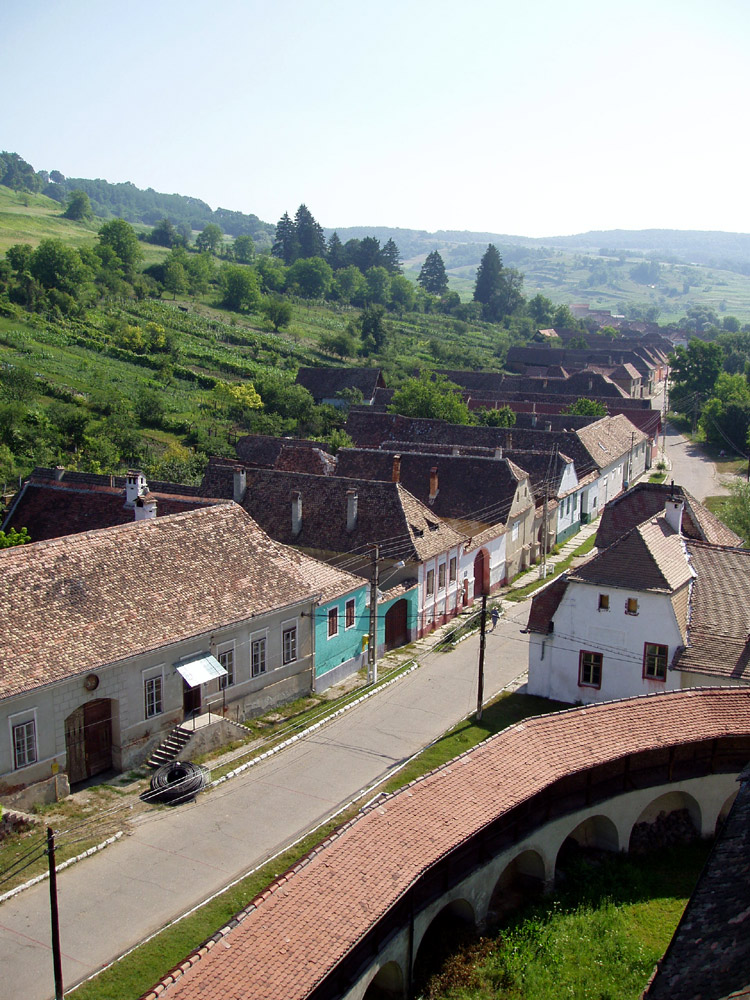

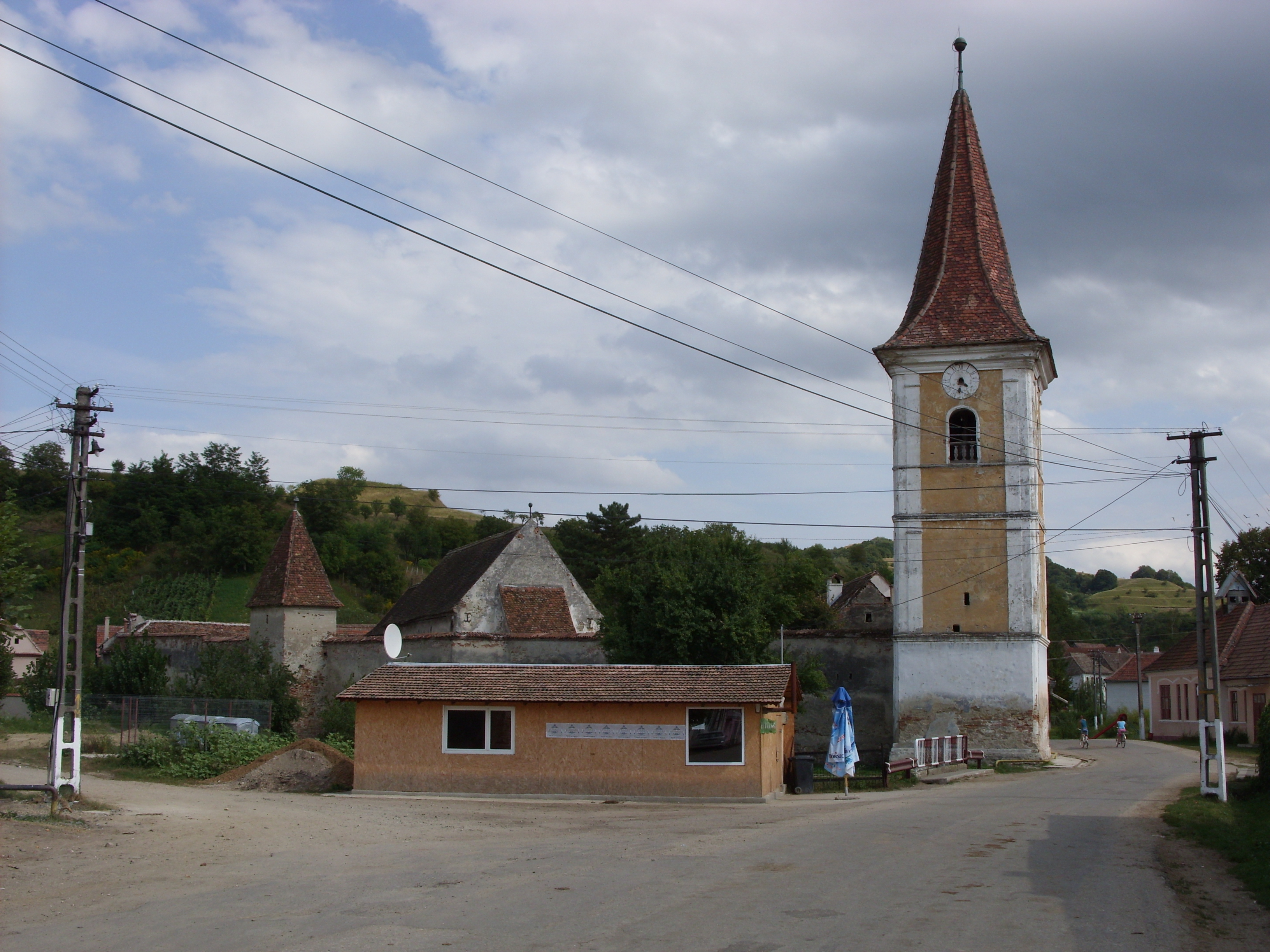

46°04′59″N 24°16′37″E / 46.0831°N 24.2769°E
維洛爾鄉（羅馬尼亞語：Comuna Valea Viilor, Sibiu），是羅馬尼亞的鄉份，位於該國中部，由錫比烏縣負責管轄，面積44平方公里，海拔高度331米，2007年人口2,127，人口密度每平方公里48人。